# Морследе
Морследе; (нидерл. Moorslede) — город в Западной Фландрии (Бельгия). 1 января 2017 года в нём проживало 11015 человек. Общая площадь составляет 35,34 км², что дает плотность населения 310 жителей на км².

## История
Впервые Морследе упоминается в 1085 году как Морселеде (нидерл. Moorcelede). 
В 1917 и 1918 годах деревня была почти полностью разрушена. В частности во время битвы при Пашендейле: Англичане обстреляли деревню, а немцы в свою очередь взорвали важные здания. 
Морследе был освобожден от немецких войск в конце сентября 1918 года.
С 1919 года население постепенно возвращалось, а с 1921 года началась реконструкция города.
В 1950 году в городе проходил Чемпионат мира по шоссейному велоспорту.

## Географическое положение
Руселаре находится в 8 км к северо-западу от Морследе, Ипр в 12 км к юго-западу, Кортрейк в 15 км к юго-востоку, Брюгге в 35 км к северу и Брюссель в 90 км к востоку.